# Глинка
Глинка (рус. Глинка) насељено је место са административним статусом села на западу европског дела Руске Федерације. Насеље је смештено у централном делу Глинкавичког рејон чији је уједно административни центар, у самом средишту Смоленске области. Налази се на око 60 км југозападно од административног центра области, града Смоленска и важна је железничка станица на прузи која повезује Смоленск са градом Сухиничи у Калушкој области.
Према подацима са пописа становништва из 2014. у селу је живело 1.940 становника, или око 40% укупне популације рејона. Село обухвата територију површине 6,2 км² и средиште је истоимене сеоске општине у којој постоји укупно 26 сеоских насељених места (укупне површине 235,65 км²).

## Историја
Село Глинка настало је 1898. као станица Совкино, након отварања Богојављенско-смоленске железнице. Садашњи назив село је добило 1907. године у част обележавања 50 година од смрти великог руског композитора Михаила Глинке који се родио у том подручју (у селу Новоспаскоје недалеко одатле).
Све до 1929. село се налазило у границама Јељњенског округа Смоленске губерније, да би по оснивању Глинкавичког рејона постао његовим административним центром (1929—1961. и после 1980. године).
Све до 2005. село је имало статус урбаног насеља, а од тада има статус службеног села.

## Демографија
Према подацима са пописа становништва 2010. у селу је живело 1.940 становника.
| 1989. | 2002. | 2010. |
| ----- | ----- | ----- |
| ---   | ---   | 1.940 |